# Karina Duprez
Karina Duprez (23 de dezembro de 1946) é uma atriz e diretora mexicana de telenovelas, filha da atriz Magda Guzmán e do diretor de teatro Julián Duprez.

## Biografia
Karina sempre esteve ligada ao mundo do entretenimento desde de muito cedo graças aos seus pais que são artistas também, ela iniciou sua carreira como atriz ainda criança com participações em telenovelas, quando adulta Karina continuou fazendo participações em telenovelas mas intensificou suas projeções artísticas atrás das câmeras nos sets de gravações como diretora.
A partir dai seu nome está ligado á grandes produções da Televisa que já foram exibidas em diversos países do mundo tais como; Esmeralda (1997),  A Usurpadora (1998) onde dirigiu sua mãe Magda, Gotinha de Amor (1998) telenovela infantil, Rosalinda (1999) protagonizada por Thalía entre outras grandes produções.

## Como diretora
- Quando Me Apaixono (2010)
- Sortilégio (2009)
- Em Nome do Amor (2008)
- Mulher Bonita (2001)
- Rosalinda (1999)
- Alma Rebelde (1999)
- Gotinha de Amor (1998)
- A Usurpadora (1998)
- Esmeralda (1997)
- Bendita Mentira (1996)
- Agujetas de color de rosa (1994)

## Como atriz
- A Força do Amor (1990)
- Rosa Selvagem (1988) .... Maria Elena Torres
- El cristal empañado (1987) .... Karla
- Juana Iris (1985)  .... Rosa
- Vivir enamorada (1982)  .... Karina
- Cumbres borrascosas (1979) TV series
- La venganza (1977)  .... Lucy
- Los miserables (1974)
- Uno para la horca (1974) .... Millie
- Mundo de juguete (1974) .... Alicia
- Mi rival (1973)
- El negocio del odio (1972)
- Furias bajo el cielo (1971)
- Siempre hay una primera vez (1971) .... Gloria
- Historia de un amor (1971)
- El amor tiene cara de mujer (1971)
- Yesenia (1970)